# Urea
Urea (från grekiska οὖρον, ouron, urin), urinämne eller karbamid är en kvävehaltig kemisk förening, med den kemiska formeln CO(NH2)2.

## Förekomst
Urea finns naturligt i urinen hos alla däggdjur. När kroppen bryter ner aminosyror, bildas det giftiga ämnet ammoniak vilket i sin tur omvandlas till urea i ureacykeln. Aminosyrorna härstammar från nedbrutna proteiner.
Förutom hos djur förekommer urea även i cellsaft hos högre stående växter och i vissa svampar.

## Framställning
Urea var det första organiska ämne som man lyckades framställa syntetiskt (från ammonium- och cyanatjoner). Detta gjordes 1828 av den tyske kemisten Friedrich Wöhler som därmed slog hål på teorin om att organiska (kolhaltiga) föreningar krävde en särskild "livskraft" för att kunna bildas.
Tekniskt framställs urea i speciella reaktorer genom upphettning (180–200 °C) av koldioxid och ammoniak under högt tryck (13–20 MPa).
Reaktionen sker i två steg med ammoniumkabamat som mellanprodukt.
1)  2 NH3  + CO2  → NH2CONH4
2) NH2COONH4   →  NH2CONH2   +   H2O
Urea är en av de kemikalier som tillverkas i mycket stora mängder 183 miljoner ton år 2022.

## Användning

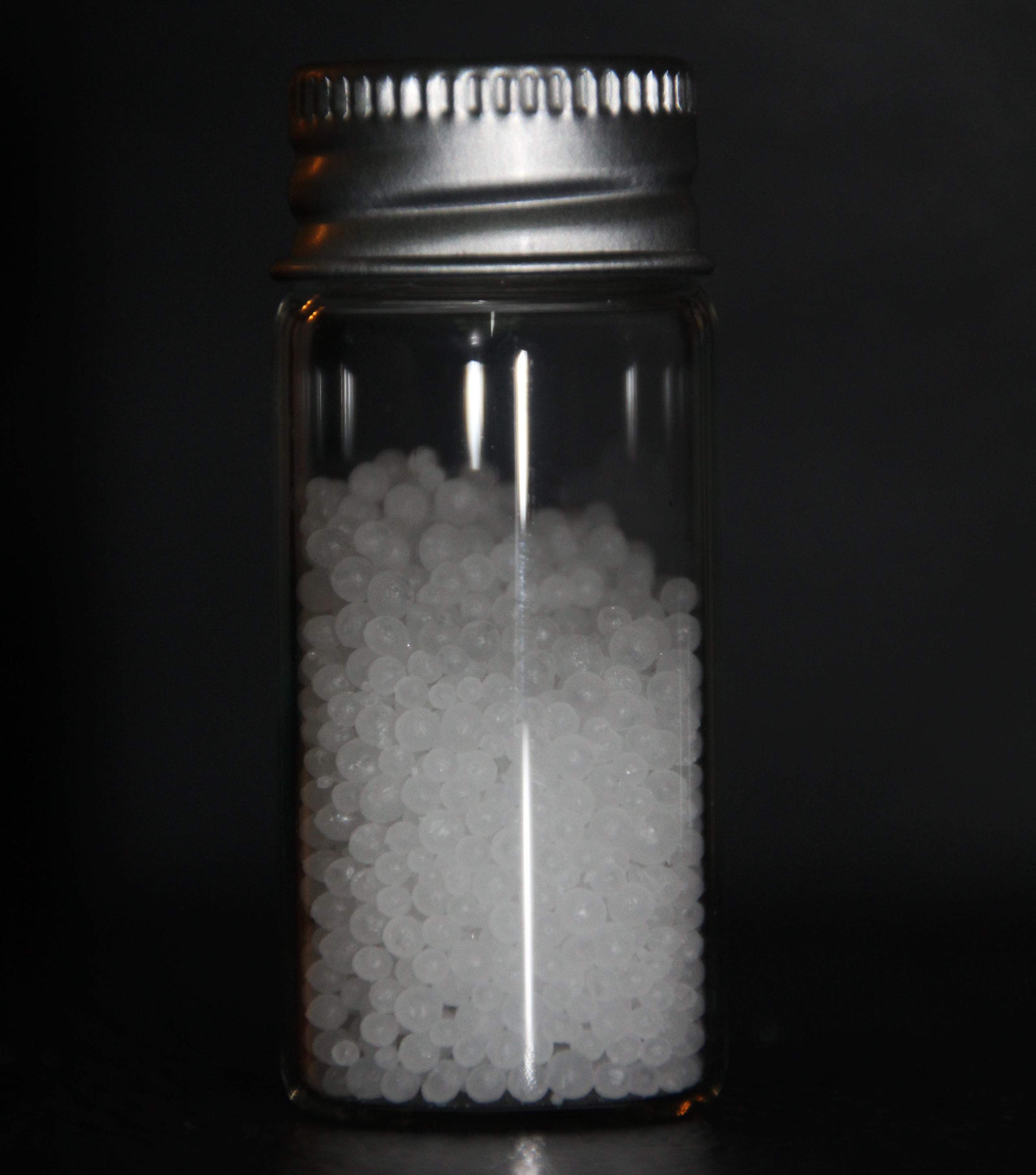

I jordbruket används urea som gödselmedel, inom industrin i vissa plaster (karbamidformaldehyd), och i livsmedelsindustrin som tillsats i glass och tuggummi (E-nummer E 927 b). När urea används av kosmetikaindustrin, till exempel i hudkrämer, kallar man den för karbamid. Urea används också inom biokemin som denatureringsmedel. Urea används främst för avisning av landningsbanor på flygplatser, tidigare även för avisning av flygplan. Ett annat användningsområde är i avgasreningen på dieselmotorer för att sänka utsläppen av kväveoxider (AdBlue). Urea är ett ämne som har eutrofierande effekt på både mark och vatten vilket orsakar stora miljöproblem.